# Don't Explain (Beth Hart e Joe Bonamassa)
Don't Explain è un album in studio di cover collaborativo dei musicisti statunitensi Beth Hart e Joe Bonamassa, pubblicato nel 2011.

## Tracce
1. Sinner's Prayer – 4:27 (Lowell Fulson, Lloyd Glenn) – Ray Charles
2. Chocolate Jesus – 2:39 (Tom Waits, Kathleen Brennan) – Tom Waits
3. Your Heart Is As Black As Night – 5:00 (Melody Gardot) – Melody Gardot
4. For My Friend – 4:11 (Bill Withers) – Bill Withers
5. Don't Explain – 4:34 (Billie Holiday, Arthur Herzog Jr.) – Billie Holiday
6. I'd Rather Go Blind – 8:06 (Etta James, Ellington Jordan, Billy Foster) – Etta James
7. Something's Got a Hold on Me – 6:05 (Etta James, Leroy Kirkland, Pearl Woods) – Etta James
8. I'll Take Care of You – 5:13 (Brook Benton) – Bobby Bland
9. Well, Well – 3:42 (Delaney Bramlett) – Delaney Bramlett & Bonnie Bramlett
10. Ain't No Way – 6:47 (Carolyn Franklin) – Aretha Franklin

## Formazione
- Beth Hart - voce
- Joe Bonamassa - chitarra, voce
- Arlan Schierbaum - tastiera
- Carmine Rojas - basso
- Anton Fig - batteria